# Оливия Сенизал
Оливия Сенизал (таг. Olivia Cenizal, 21 октября 1926 — 14 апреля 2008) — филиппинская актриса.
Глория Руиз Мэйгуе (Gloria Pagtakhan Maigue) родилась в городке в провинции Кавите на Филиппинах в семье музыкантов. В кино дебютировала в 1955 году в фильме «Palahamak» и в то же время появился её псевдоним Оливия Сенизал. Она дважды номинировалась как «Лучшая актриса» на филиппинскую кинопремию «FAMAS» за фильмы «Головорез» (1956) и «Кувшинка» (1958). В 1970-х годах Оливия перестала активно сниматься в кино и в дальнейшем лишь изредка появлялась в небольших ролях.